# Star Wars

Star Wars-logo

Star Wars is een Amerikaanse epische space-opera-filmserie bedacht door George Lucas en ontwikkeld door zijn bedrijf Lucasfilm. Het epos bestaat uit drie afgeronde trilogieën, twee losstaande films, zeven live-actionseries, meerdere animatieseries en meerdere stripreeksen.
De eerste twee trilogieën hebben in de loop van de jaren verschillende nabewerkingen gehad. De films samen werden genomineerd voor 21 Oscars, waarvan er tien werden gewonnen. De filmserie heeft geleid tot een mediafranchise buiten de filmreeks om genaamd de Expanded Universe.
De serie portretteert een universum dat zich afspeelt in een sterrenstelsel dat wordt omschreven als ver, ver weg. Het toont de Jedi als een representatie van het goede, strijdend met de Sith, hun kwade tegenhanger. Hun wapen van keuze, het lichtzwaard, wordt algemeen erkend in de popcultuur. Het fictieve universum bevat ook veel thema's, met name invloeden van filosofie en religie. Een voorbeeld hiervan is De Kracht (The Force).

## Films in de reeks
De films zijn niet in chronologische volgorde gemaakt. Van de films staat de als tweede gemaakte film The Empire Strikes Back (1980) het hoogst in de Top 250 van IMDb; op een vijftiende plaats.
| Film                    | Oorspronkelijke premièredatum | Opbrengst wereldwijd in $ |
| ----------------------- | ----------------------------- | ------------------------- |
| The Phantom Menace      | 19 mei 1999                   | 1.027.044.677             |
| Attack of the Clones    | 16 mei 2002                   | 649.398.328               |
| Revenge of the Sith     | 19 mei 2005                   | 848.754.768               |
| A New Hope              | 25 mei 1977                   | 775.398.007               |
| The Empire Strikes Back | 21 mei 1980                   | 538.375.067               |
| Return of the Jedi      | 25 mei 1983                   | 475.106.177               |
| The Force Awakens       | 14 december 2015              | 2.068.223.624             |
| The Last Jedi           | 9 december 2017               | 1.332.539.889             |
| The Rise of Skywalker   | 18 december 2019              | 1.074.089.619             |
| Anthologiefilm          |                               |                           |
| Rogue One               | 16 december 2016              | 1.056.057.273             |
| Solo                    | 15 mei 2018                   | 392.924.807               |
| Animatiefilm            |                               |                           |
| The Clone Wars          | 10 augustus 2008              | 68.282.844                |
| Totaal                  | Totaal                        | 10.315.389.017            |

De twaalf bioscoopfilms brachten gezamenlijk als filmreeks ruim tien miljard Amerikaanse dollar op en staat daarmee op de 3e plaats in de lijst van succesvolste filmreeksen.

## Achtergrond
De films hebben in de loop van de jaren verschillende nabewerkingen gehad. In 1997 kwam de originele trilogie opnieuw in de bioscoop met de eerste grote aanpassingen. Een bekende wijziging is de Han shot first-scène. Deze uitgave wordt de Special Edition genoemd. Later volgde hiervan de VHS-uitvoering.
In 2004 volgde de originele trilogie op dvd met een tweede aanpassing. Controversieel was het vervangen van acteur Sebastian Shaw door Hayden Christensen in de eindscène van Episode VI. In Episode V, in de scène waar Darth Vader spreekt tot de keizer via een hologram, wordt de keizer nu gespeeld door Ian McDiarmid en werden een paar regels aan de dialoog toegevoegd.
In 2006 kwam de originele trilogie op dvd zonder aanpassingen. In 2011 verscheen de Star Wars Saga (I tot en met VI) op blu-ray waarbij nog meer aanpassingen werden gedaan. Zo werd het personage Yoda compleet CGI gemaakt in Episode I. In 2012 verscheen diezelfde film opnieuw in de bioscoop ditmaal in 3D.
In 2008 kwam er een film en animatieserie Star Wars: The Clone Wars. Deze serie speelt zich af tussen Episode II en Episode III. Deze serie werd in 2014 opgevolgd door Star Wars Rebels en speelt zich af tussen Episode III en Episode IV.

## Verhaal

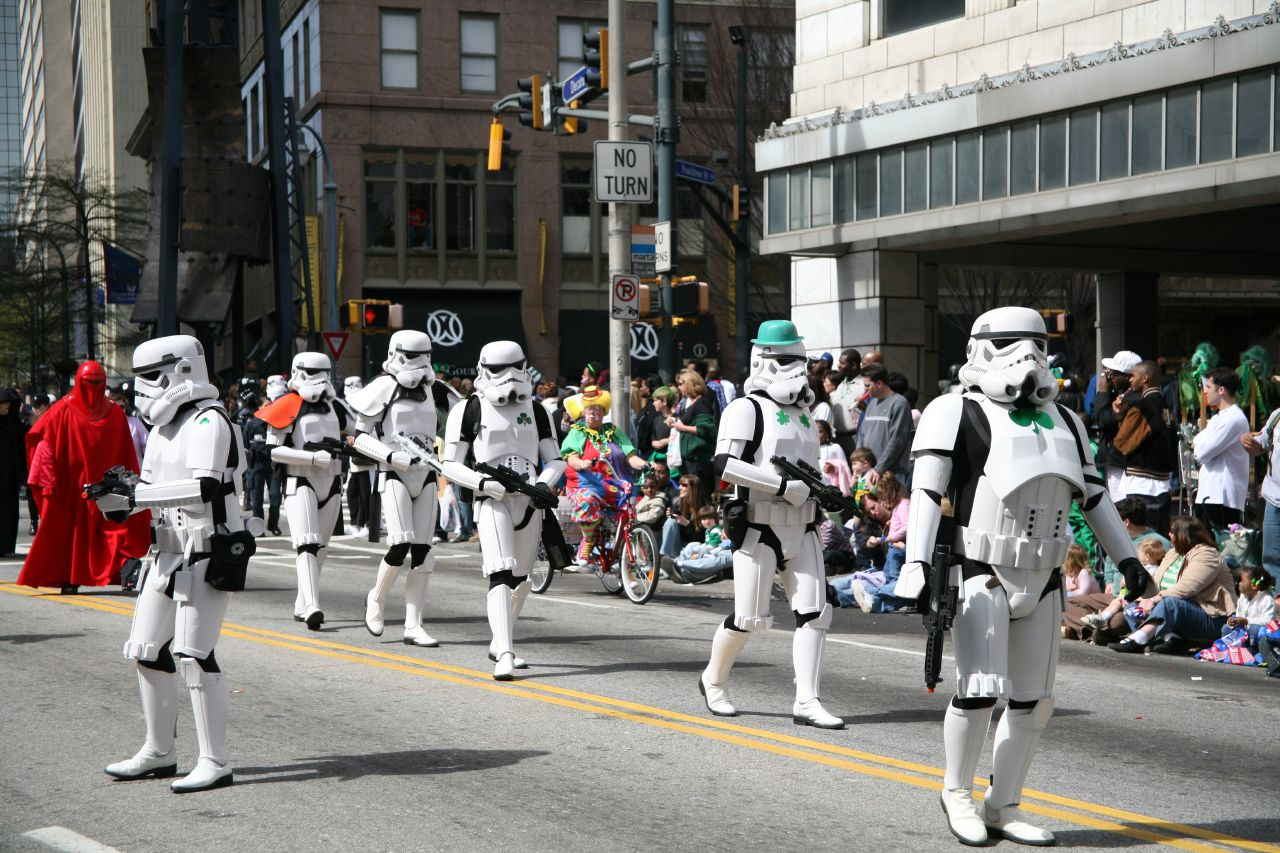
Star Wars-fans verkleed als stormtroopers marcheren door de straten van Atlanta tijdens de St. Patrick's Day-optocht van 2006

### Prequel-trilogie (I,II,III)
Episode I, II en III van Star Wars gaan vooral over het opgroeien, en daarmee de opkomst en ondergang van Anakin Skywalker. De oorlogen die in de films worden behandeld zijn de Slag om Naboo in Episode I en de Kloonoorlogen in Episode II en III. De Galactische Republiek is nu aan de macht op de centrale stadsplaneet Coruscant, maar de democratie begint langzaam af te brokkelen.

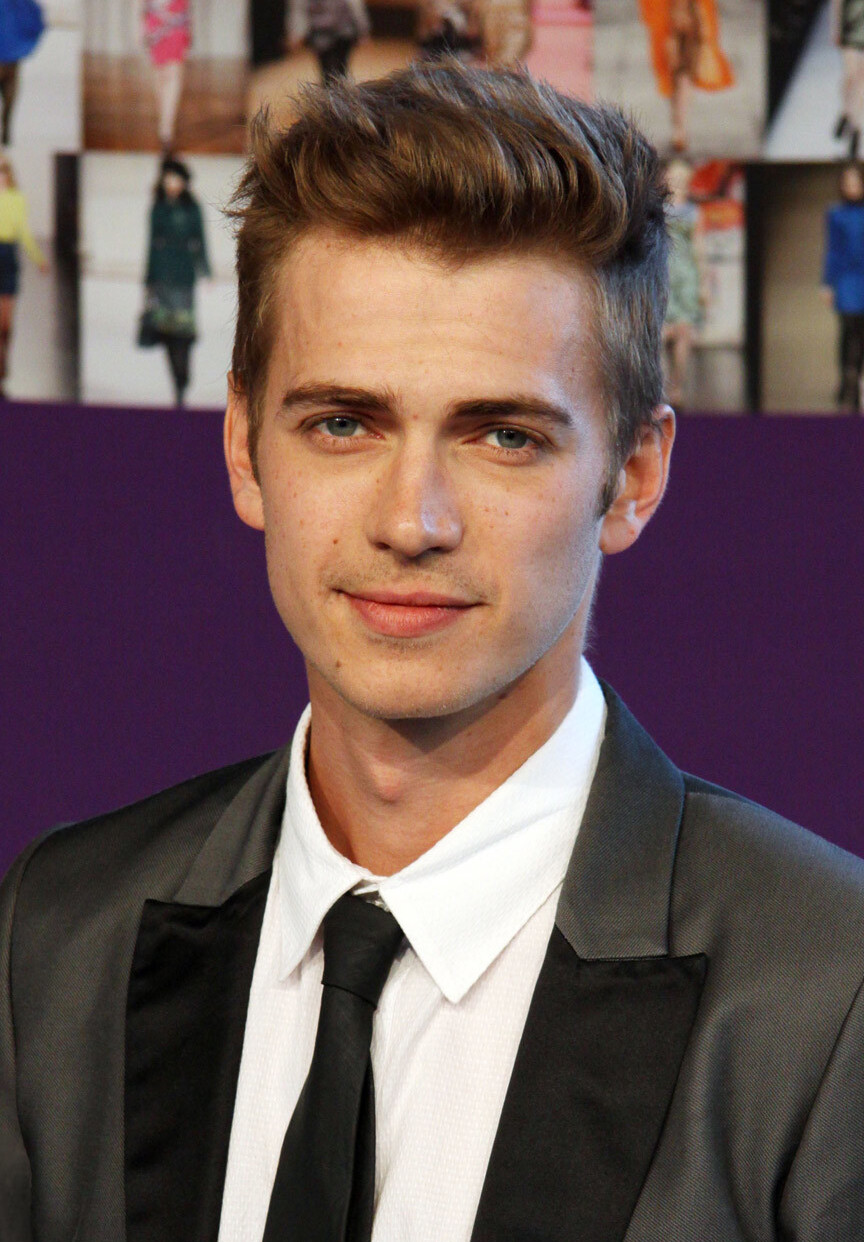
Hayden Christensen, speelt Anakin Skywalker in Episode II en III en in de serie Obi-Wan Kenobi

Episodes I-III van Star Wars gaan over het opgroeien van Anakin Skywalker, die volgens een Jedi-legende de zogenaamde 'Uitverkorene' is die de Sith zal verslaan en daardoor de Kracht in balans weet te krijgen. Ook draait het verhaal om de ondergang van de Galactische Republiek door toedoen van de Sith. In het begin van het verhaal is Anakin een 9-jarige jongen die samen met zijn moeder Shmi een slaaf is op de zandplaneet Tatooine. Hij wordt hier gevonden door Jedimeester Qui-Gon Jinn, die hem meeneemt om hem tot Jedi op te laten leiden. Anakin bewijst zijn kunnen al voor zijn opleiding tijdens de Slag om Naboo door het droidcontroleschip van de Handelsfederatie (Engels: Trade Federation) van binnenuit op te blazen met zijn Naboo-Sterrenjager. Tijdens Episode I is de planeet van koningin Padmé Amidala namelijk bezet door de machtige Handelsfederatie.
Een andere verhaallijn die behandeld wordt in de Prequel-trilogie is de ondergang van de democratische Republiek, de Senaat en de Jedi-Orde. In Episode I worden de Sith, de grootste vijanden van de Jedi, weer gezien. Gedurende een periode van duizend jaar was er vrede in de Galactische Republiek. De Jedi dienen de Galactische Senaat en zorgen voor vrede en gerechtigheid in het heelal. Maar de Sith zetten hun plannen in gang die hier een eind aan zullen maken. Sith Lords Darth Sidious en Darth Maul opereren vanaf Coruscant en geven leiding aan de invasie van Naboo door de Handelsfederatie. Darth Maul overleeft de Slag om Naboo echter niet. Maar Sidious heeft zich door het conflict als senator Palpatine van Naboo opgewerkt tot Kanselier van de Galactische Republiek. Koningin Amidala weet de Federatie met behulp van Qui-Gon, Obi-Wan, Anakin en haar leger en de Gungans te verslaan. Qui-Gonn Jinn overleeft de strijd ook niet.
Tien jaar later (in Episode II) is Anakin een twintigjarige Jedi Padawan (leerling). Als leerling van Obi-Wan Kenobi is hij een raadsel voor de Jediraad en een uitdaging voor zijn meester. Hij ontwikkelt zich dan ook van een intelligente en lieve jongen tot een oplettende, hardwerkende, ambitieuze leerling. Hij voelt zich vaak beter dan de meeste andere Jedi en wil daarom snel vooruitgang boeken. Maar zijn onvermogen om zich te kunnen beheersen en zijn verlangen naar meer macht worden zijn ondergang. Ook is hij bang om zijn geliefden te verliezen, namelijk zijn moeder (Shmi Skywalker) en zijn vrouw (Padmé Amidala), de voormalige koningin die nu senator is.
Tijdens Anakins Jedi-opleiding bevindt de Galactische Republiek zich in een tijd van grote politieke onrust: een aantal planeten en handelsorganisaties (waaronder de Handelsfederatie) heeft zich onafhankelijk verklaard van de Republiek en staat nu bekend als de Confederacy of Independent Systems of simpelweg 'de Separatisten.' De afvallige Jedi Graaf Dooku staat aan het hoofd van deze Confederatie. De Confederatie en de Galactische Republiek staan op gespannen voet met elkaar. In Episode II escaleert het conflict tussen de Republiek en de Separatisten tot de Kloonoorlogen, na een onderzoek naar de moordenaars van senator Amidala door Obi-Wan Kenobi. Er is een Kloonleger ontdekt op de planeet Kamino dat in het geheim besteld is door de Republiek. Deze Clone Troopers nemen het op tegen het droidleger van Dooku. De oorlog wordt in het geheim gemanipuleerd door de Sith Meester Darth Sidious (die publiekelijk bekend is als Kanselier Palpatine) zodat hij de macht kan grijpen in de Republiek en de Jedi kan uitroeien. Hij gebruikt de oorlog als excuus om via een noodverordening veel langer aan de macht te blijven dan officieel is toegestaan.
Kanselier Palpatine ziet in Anakin een potentiële leerling. Aan het einde van de Kloonoorlogen (in Episode III) bewijst Anakin dat hij een machtigere leerling is dan Graaf Dooku door hem in een lichtzwaardduel te verslaan. Dooku was namelijk al die tijd een Sith Leerling van Darth Sidious geweest: Darth Tyranus. De twee Sith manipuleerden de hele Kloonoorlog aan beide kanten. Het was Dooku die als Tyranus premiejager Jango Fett inhuurde om model te staan voor de Clone Troopers.
De Kloonoorlogen gaan nog steeds door. Generaal Grievous, een cyborg, is na de dood van Graaf Dooku nog steeds een gevaarlijke vijand. Obi-Wan Kenobi wordt erop uitgestuurd door de Jedi-Raad om hem te vinden. Obi-Wan weet Grievous te verslaan op de planeet Utapau, ondanks dat de Generaal vier lichtzwaarden gebruikt.
Kanselier Palpatine maakt Anakin tot zijn vertegenwoordiger van de Jediraad. Anakin ziet hem als een goede vriend. Hij wordt wel toegelaten tot de Jediraad, maar hij wordt niet als Jedi Meester gezien. Jedi Meester Mace Windu laat duidelijk merken dat de Kanselier zich er niet mee moet bemoeien. Anakin voelt zich beledigd dat hij geen Meester wordt en vindt het oneerlijk maar moet wel Palpatine observeren. In een gesprek vertelt Palpatine dat hij in werkelijkheid de Sith Lord Darth Sidious is. Vervolgens vertelt hij dat je dankzij de Duistere Kant mensen kan redden van de dood, dus ook Padmé. Anakin laat zich niet verleiden en in conflict met zichzelf vertelt hij deze onthulling door aan Mace Windu. In het heetst van de strijd tussen Meester Windu en Kanselier Palpatine, speelt Palpatine in op de twijfels die Anakin nog steeds heeft. Anakin grijpt in en zorgt voor de dood van Mace Windu. Hij beseft dat hij is overgelopen naar de Duistere Kant en knielt voor zijn nieuwe Meester Darth Sidious. Van hem krijgt hij de naam Darth Vader. Darth Vader krijgt opdracht om de Jedi uit te roeien in de Jeditempel, alle Separatistische leiders te vermoorden op Mustafar, en zegt Padmé hem niet te volgen omdat hij niet wil dat zijn vrouw hem ziet tijdens zijn duistere daden. Als Anakin erachter komt dat Obi-Wan zijn vrouw heeft verteld over zijn daden, wordt Anakin razend, wat resulteert in een duel tussen meester en leerling. Obi-Wan was namelijk heimelijk mee gaan reizen in Amidala's schip. In een gevecht op de lavaplaneet Mustafar raakt Anakin zwaargewond. Hij wordt gered door Darth Sidious, die, nu zowel de separatisten als de Jedi zijn verslagen, de door oorlog verscheurde Galactische Republiek heeft omgevormd tot het Galactisch Keizerrijk. Darth Sidious zorgt dat Anakin protheses krijgt en een pak en ademhalingsmasker om te kunnen blijven leven. De overgang van Anakin naar Darth Vader is nu compleet: hij is nu een Sith Lord.
De kinderen van Anakin (Luke en Leia), die vlak daarvoor geboren zijn, worden apart ondergebracht. Luke gaat naar Tatooine en Leia wordt als adoptiekindje gegeven aan senator Bail Organa van Alderaan. De laatste Jedi gaan in ballingschap leven, terwijl Darth Sidious aan zijn bewind als keizer begint. Obi-Wan Kenobi gaat naar Tatooine. Yoda gaat naar Dagobah.

### Oorspronkelijke-trilogie (IV, V, VI)
Het is 19 jaar later. Episode IV, V en VI van Star Wars gaan vooral over de kinderen van Anakin Skywalker (genaamd Luke Skywalker en prinses Leia Organa) en de strijd van de rebellenalliantie tegen het bewind van de Sith Lord Darth Sidious (de Keizer). Het Galactisch Keizerrijk is namelijk aan de macht. De oorlog die in deze films wordt behandeld is de Galactische Burgeroorlog.
In Episode IV zijn de Jedi-ridders dus grotendeels uitgeroeid, de Galactische Republiek is niet meer en het dictatoriale Keizerrijk houdt het heelal in een ijzeren greep onder leiding van de Sith Lords Darth Sidious (de Keizer) en Darth Vader. De inmiddels verouderde Clone Troopers zijn nu vervangen door rekruten, de stormtroopers, en zijn het leger van het Keizerrijk. Een kleine groep Rebellen durft het aan terug te vechten door het stelen van de geheime plannen voor het ultieme wapen van het Keizerrijk genaamd de Death Star. De trouwste dienaar van de Keizer, Darth Vader, krijgt de opdracht de plannen en de locatie van de geheime Rebellenbasis te vinden die de keizer willen overmeesteren. Vader zit nog altijd gevangen in zijn ademhalingsmasker- en pak.
Prinses Leia Organa, een gevangengenomen Rebellenleider, lukt het een noodbericht te sturen dat terechtkomt bij een boerenknecht genaamd Luke Skywalker, die al 19 jaar is. Het bericht blijkt voor Obi-Wan Kenobi te zijn. De inmiddels grijs geworden Obi-Wan, Darth Vaders/Anakins oude Jedimeester, vertelt aan Luke dat Darth Vader degene is die zijn vader negentien jaar geleden heeft "verraden en vermoord". Verder laat hij nog niets los over Anakin, omdat de jonge Luke daar nog niet aan toe is. Samen met Obi-Wan en Han Solo grijpt Luke de kans aan om de prinses te redden en tevens de Rebellen te helpen het Keizerrijk te overwinnen en een Jedi te worden net zoals zijn vader. Tijdens de reddingsactie wordt Obi-Wan in een tweegevecht gedood door Darth Vader. Wel wordt de Death Star door Luke en de andere rebellen vernietigd.

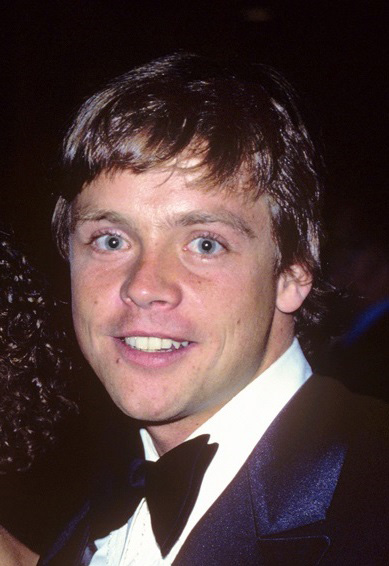
Mark Hamill speelt Luke Skywalker in Episode IV, V, VI, VII, VIII en IX

Drie jaar hierna (in Episode V) gaat Luke op zoek (op aanraden van Obi-Wan, die als geest verschijnt) naar de enige overgebleven Jedi, meester Yoda, in de moerassen van Dagobah om daar de Kracht te leren en een Jedi te worden, terwijl Han Solo en Prinses Leia het Keizerrijk weten te ontvluchten (na een hevige slag op de ijsplaneet Hoth) op Cloud City. De Keizer vertelt aan Vader dat "de nakomeling van Anakin Skywalker" geen Jedi mag worden. Vader belooft Luke aan zijn kant te krijgen of anders te vermoorden. In het gevecht tussen Darth Vader en Luke vertelt Vader dat hij zijn vader is en aan zijn kant moet komen te staan zodat ze samen de Keizer kunnen overmeesteren en zelf kunnen heersen als vader en zoon. Luke gelooft de Sith Lord niet en weet te ontsnappen. Vader zegt vervolgens via telepathie dat het zijn lot is om de Duistere Kant te versterken.
Eenmaal terug bij meester Yoda (in Episode VI) hoort Luke dat Darth Vader toch echt zijn vader is. Bovendien vertelt Obi-Wan (als geest) dat Leia zijn tweelingzus is. Luke krijgt de opdracht om Vader te confronteren en probeert hem terug te halen naar de Lichte Kant van de Kracht. Ondertussen plannen de rebellen een aanval op de nog in aanbouw zijnde tweede Death Star, die wordt uitgevochten in de Slag om Endor. De Rebellen vechten hierbij samen met de Ewoks, de bewoners van de bosmaan van Endor.
Als Luke de confrontatie aangaat door zich vrijwillig te laten arresteren, wordt hij door Darth Vader naar de tweede Death Star gebracht, waar Darth Sidious ook is. Deze probeert hem over te halen naar de Duistere Kant. Er ontstaat een gevecht en Vader komt erachter dat prinses Leia zijn dochter is. Als Luke zich weigert te bekeren, zal hij Leia proberen over te halen. Woedend slaat Luke de mechanische hand van Vader eraf. Luke beseft dan dat hij nu dicht bij het lijdende lot is van zijn vader. Hij krijgt de opdracht van Darth Sidious om de plaats van zijn vader in te nemen. Sidious wil Luke als zijn nieuwe leerling hebben. Luke weigert en weerstaat zo succesvol de verleiding van de Duistere Kant. Hierop valt de Keizer Luke aan, die vervolgens zijn vader om hulp roept. Dan breekt de Duistere Kant in Darth Vader/Anakin Skywalker en vermoordt hij zijn eigen meester. De voorspelling is uitgekomen: Anakin Skywalker brengt balans in de Kracht en is dus de Uitverkorene zoals Qui-Gon Jinn ooit geloofde. Anakin is echter wel zwaargewond geraakt bij het doden van de Keizer en staat op het punt om zelf te overlijden. Voor dit gebeurt vraagt hij aan Luke of hij het masker van zijn verbrande gezicht wil halen. Anakin vertelt hem dat Luke gelijk had. Dat niet alles verdorven was in hemzelf. Dan ontsnapt Luke met het lichaam van zijn vader, dat hij op een brandstapel cremeert volgens de Jediregels. Die nacht, tijdens de viering van het vernietigen van de tweede Death Star door de Rebellen en de dood van de Keizer, ziet Luke de geest van zijn vader (Anakin) staan naast die van Obi-Wan en Yoda. De Sith en het Galactisch Keizerrijk zijn niet meer en er is eindelijk vrede in het hele heelal.

### Sequel-trilogie (VII, VIII en IX)
Enkele jaren nadat het Galactisch Keizerrijk is vernietigd neemt the first order het op zich om door te gaan waar het vorige keizerrijk stopte. De focus in deze trilogie ligt op Kylo Ren en Rey. Kylo Ren is de gevallen zoon van Han Solo en Leia Organa die ooit getraind werd door Luke Skywalker maar verleid werd naar de duistere kant van de force door Opperste Leider Snoke. Rey is een wees die op Jakku woont en door een samenloop van omstandigheden bij de resistance terecht komt. We komen er al snel achter dat ze buitengewoon sterk in de force is. In The Force Awakens zien we dat de personages alles op alles zetten om de Star Killer base te vernietigen. The Last Jedi speelt zich direct na The Force Awakens af. Rey wordt getraind door Luke Skywalker die afstand heeft gedaan van de Jedi. Ondertussen roeit The First Order de Resistance op slechts een paar overlevenden na uit onder leiding van de nieuwe Supreme Leader Kylo Ren die Snoke heeft vermoord. In The Rise of Skywalker dat zich een jaar na The Last Jedi afspeelt zien we hoe de weer tot leven gewekte Palpatine de hele trilogie heeft gemanipuleerd en in het geheim een nieuwe vloot heeft gebouwd die door het leven moet gaan als The Final Order. Met The Final Order wil hij de controle over de galaxy terug herstellen. Ondertussen zien we een zwaar verzwakte resistance die zich weer wat heeft opgebouwd. Rey, Finn en Poe zoeken een wayfinder die hun uiteindelijk leidt naar de geheime Sith-wereld Exegol waar Palpatine en zijn vloot zich bevinden. We komen erachter dat Rey de kleindochter van Palpatine is. Kylo (Ben) keert naar de goede kant en vecht samen met Rey tegen Palpatine. Uiteindelijk vernietigt Rey haar grootvader Palpatine en raakt ze zwaar gewond. Kylo gebruikt zijn energie om Rey te doen overleven en sterft vervolgens nadat ze elkaar kussen. In het laatste beeld kijkt Rey op Tatooine naar Leia en Luke als force ghosts terwijl ze zich Rey Skywalker noemt.

## Geschiedenis

### Oorspronkelijke trilogie

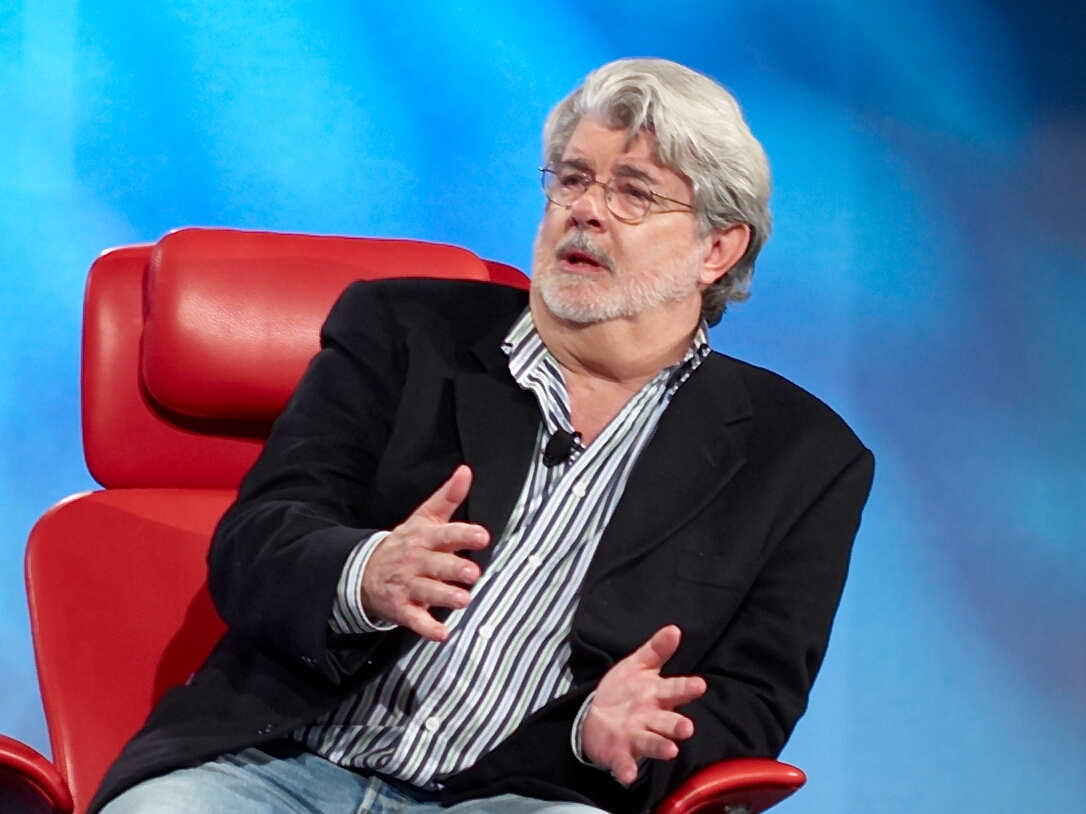
George Lucas, de bedenker van Star Wars

In het jaar 1971 tekende Universal Studios een contract met George Lucas voor het maken van twee films: American Graffiti en Star Wars. Star Wars werd tijdens de productie echter verworpen.
Een paar maanden na uitkomst van American Graffiti schreef George Lucas een korte samenvatting genaamd "The Journal of the Whills". Hierin vertelde hij het verhaal van een jonge leerling genaamd C.J. Thorpe, die werd opgeleid als een "Jedi-Bendu" ruimtecommandant door de legendarische Mace Windy. Toen bleek dat zijn verhaal te lastig was om te begrijpen, schreef George Lucas een 13 pagina’s tellend verhaal getiteld The Star Wars, wat in feite een soort remake was van Akira Kurosawa's The Hidden Fortress.
In 1974 had Lucas het verhaal uitgebreid met meer details, zoals de Jedi en de Death Star. Als protagonist had hij een jongeman genaamd Anakin Skywalker in gedachten. Later maakte Lucas van Anakin de vader van de nieuwe protagonist: Luke Skywalker. Tevens bedacht hij De Kracht als een soort bovennatuurlijk fenomeen dat gebruikt kon worden door een speciale ridderorde: de Jedi. Aanvankelijk zou in de films Anakin zijn zoon Luke trainen, maar Lucas schreef Anakin uit het script en verving hem door een andere mentor voor Luke: Ben Kenobi. In 1976 voltooide hij de vierde versie van het script onder de titel Adventures of Luke Starkiller, as taken from the Journal of the Whills, Saga I: The Star Wars. Lucas besloot tijdens de productie de naam van 'Starkiller' te veranderen naar 'Skywalker', en de titel in te korten tot simpelweg The Star Wars, en ten slotte Star Wars. Lucas moest Star Wars maken met een klein budget en veel tegenslagen, zoals zandstormen in Tunesië waar de planeet Tatooine werd opgenomen. Ook werd er verondersteld dat Star Wars niet zou werken en een flop zou worden. Alleen Alec Guinness (Obi-Wan Kenobi) en Peter Cushing (Grootmof Tarkin) waren bekende acteurs, de film werd grotendeels gedragen door een soort aapmens (Chewbacca) en twee robots (C-3PO en R2-D2) en het verhaal werd niet begrepen.
Op dit punt dacht Lucas nog dat de eerste film de enige in de reeks zou zijn. De vernietiging van de Death Star zou tevens de ondergang zijn van het Galactisch Keizerrijk en er zou hiermee al vrede bewerkstelligd zijn. Later kreeg hij echter toestemming om als de film een succes werd minimaal twee vervolgen te maken. Lucas huurde auteur Alan Dean Foster in om hem te helpen bij het schrijven van deze sequels — als romans. Toen de eerste Star Wars-film een groot succes werd, besloot Lucas om de romans van Foster ook te verfilmen en zo een trilogie te maken. Lucas wilde tevens een eigen filmbedrijf beginnen zodat hij niet langer afhankelijk was van Hollywood, en zag de Star Warsfilms als de perfecte gelegenheid om dit te doen. Lucas verwierp uiteindelijk Alan Dean Fosters eerste boek, Splinter of the Mind's Eye, om zelf een vervolg te schrijven. Omdat hij door het succes van de eerste Star Wars film en de bijbehorende merchandise (wat goed werkte en later door Disney en vele navolgers ook werd gedaan) veel geld had verdiend, kon het vervolg veel gemakkelijker worden gemaakt.
Hoewel hij slechts een contract had voor twee vervolgfilms, hoopte Lucas aanvankelijk dat hij een hele filmreeks kon maken. Hij huurde sciencefictionschrijver Leigh Brackett in om met hem "Star Wars II" te schrijven. In november 1977 was het eerste script met de titel The Empire Strikes Back klaar. Hierin was Darth Vader nog niet Lukes vader. Brackett leverde haar script voor The Empire Strikes Back in 1978 in bij Lucas, maar stierf kort daarna aan kanker. Derhalve moest Lucas het script zelf verder bewerken tot de uiteindelijke versie. Hij begon vanaf dit script de films te nummeren als episodes. The Empire Strikes Back zou Episode II worden.
Lucas besloot het script een wat duistere ondertoon te geven met de onthulling dat Darth Vader Lukes vader was. Deze nieuwe wending had een drastische impact op de rest van de serie. Lucas gaf Darth Vader ook een groot achtergrondverhaal over hoe hij aan de Duistere Kant was beland, en plande om dit verhaal ooit te verfilmen als een prequelfilm. Daarom schoof hij de episodenummering van de reeds gemaakte films op van 1 en 2 naar 4 en 5.
Tegen de tijd dat hij begon met het script van deel 6: Revenge of the Jedi (de toenmalig werktitel), was er veel veranderd. Het filmen van “The Empire Strikes Back” was toch een stressvolle klus geweest, en Lucas' privéleven had eronder te lijden. Hij besloot dit laatste deel nog af te maken, en vervolgens afstand te doen van de Star Wars-films. Hij besloot van Vader een sympathiek personage te maken als contrast van diens rol als schurk in de voorgaande twee films. In de film keerde Vader zich tegen de Duistere Kant en werd weer de Jedi Anakin Skywalker. De film zelf werd uiteindelijk uitgebracht onder de titel Return of the Jedi, omdat de Jedi geen wraak zouden nemen. Dat deden hun dodelijke tegenstanders (de Sith) wel. Daarom werd de zesde film die werd gemaakt 'Revenge of the Sith' genoemd.

### Prequel-trilogie
Na veel van zijn fortuin te hebben verloren en in 1983 te zijn gescheiden van zijn vrouw, had Lucas weinig zin om meer Star Wars-films te maken. Derhalve liet hij het idee voor vervolgfilms, die zich na Return of the Jedi af zouden speelden, vallen. Wel bleef het ontstane idee voor een prequeltrilogie over Darth Vaders leven voor hij slecht werd hem prikkelen. Nadat Star Wars in de jaren 1990 weer populair werd, mede door de uitgebrachte stripverhalen en boeken, besefte Lucas dat er nog steeds een groot doelpubliek was. Met de komst van computeranimatie zou het maken van de films ook een stuk gemakkelijker worden dan bij de opnames van de eerste drie films.
In 1993 begon Lucas het idee voor de prequelfilms uit te werken. Hij wilde aanvankelijk Obi-Wan Kenobi de hoofdrol geven met Anakin Skywalker in een bijrol, maar besloot deze rolverdeling om te draaien. In 1994 voltooide Lucas het eerste script getiteld Episode I: The Beginning. Aanvankelijk wilde hij de drie geplande films in een keer opnemen, maar dit plan ging niet door daar het schrijven van de individuele scripts veel tijd kostte. Lucas besloot zelf de films te schrijven en te regisseren. Het achtergrondverhaal van Anakin Skywalker/Darth Vader werd aangepast. Eerst wilde Lucas dat Anakin net als Luke reeds op volwassen leeftijd zijn Jeditraining begon, maar hij besloot later om Anakin te introduceren als een kind. Dit deed hij omdat de emotionele impact groter zou zijn wanneer Anakin zijn moeder zou moeten verlaten om Jedi te kunnen worden.
In 1999 verscheen de eerste van de prequelfilms: The Phantom Menace. Lucas was rond deze tijd al druk bezig met het script voor Episode II. Hij huurde schrijver Jonathan Hales, die vooral bekend was van de The Young Indiana Jones Chronicles, in om hem te helpen. Daar hij nog geen goede titel wist noemde Lucas de film voor de grap Jar Jar's Big Adventure, vanwege de kritiek van de inmiddels ouder geworden fans van de originele trilogie op het karakter Jar Jar Binks. Ook nu onderging het achtergrondverhaal grote veranderingen. De Clone Troopers die in de film met de Jedi meevochten waren in Lucas’ originele script nog de tegenstanders van de Jedi. De film zou ook de Kloonoorlogen introduceren, vandaar de titelkeuze van 'Attack of the Clones.'
Nog voor Episode II uitkwam begon Lucas al met het schrijven van Episode III. Hij voltooide het eerste script hiervan in 2003. De manier waarop Anakin Skywalker over zou lopen naar de Duistere Kant werd een paar keer aangepast. Aanvankelijk zou Anakin dit doen omdat hij dacht dat de Jedi kwaadaardig waren en de Galactische Republiek wilden overnemen, maar Lucas herschreef dit tot een poging van Anakin om zijn geliefde, Padmé Amidala, te redden van de dood. Dit element kwam sterker naar voren. Anakin had nachtmerries over haar mogelijke dood. Palpatine zou hem met de kennis van de Duistere Kant kunnen helpen om de dood te overwinnen. Zijn vrouw zou dan nooit hoeven te sterven.
De titel van de film werd 'Revenge of the Sith.' De keuze voor deze titel gaat terug naar de productie van 'Return of the Jedi', die eerst 'Revenge of the Jedi' heette. De Jedi nemen geen wraak, maar de Sith wel. Daarom kon nu voor deze titel worden gekozen.

### Sequel-trilogie
In 2012 werd de productiemaatschappij van George Lucas (Lucasfilm Ltd.) verkocht aan de Walt Disney Company. Lucas wilde na de zes Star Warsfilms met pensioen, maar hij wilde ook dat Star Wars nog lang blijft voortbestaan en vele generaties zal blijven inspireren. Kathleen Kennedy was al lang bij Lucas in de leer en gaat nu verder met de toekomst van Star Wars. Later werden drie nieuwe films aangekondigd na de gebeurtenissen van de zes Star Warsfilms. J.J. Abrams, de regisseur die eerder onder andere Star Trek nieuw leven inblies, nam de regie van de eerste film op zich. Star Wars Episode VII: The Force Awakens kwam uit in december 2015. Star Wars: Episode VIII: The Last Jedi volgde in december 2017. Star Wars: Episode IX: The Rise of Skywalker, die is verschenen in 2019, heeft de trilogie voltooid. Rian Johnson is de regisseur van Episode VIII, J.J. Abrams wederom van Episode IX.
Lawrence Kasdan, scenarist van onder andere The Empire Strikes Back, Return of the Jedi en The Force Awakens, gaf in een interview al het volgende mee: "Deze nieuwe films worden allemaal erg verschillend. Rian Johnson (regisseur van Episode VIII) is een vriend van mij en hij gaat er iets vreemds van maken. Als je Rians vorige films hebt gezien, dan weet je dat ons iets te wachten staat dat we nog niet eerder in het Star Wars-universum hebben gezien. J.J., Rian en Colin Trevorrow (oorspronkelijke regisseur van Episode IX, later vervangen door J.J. Abrams) zijn drie totaal verschillende personen. Deze films gebruiken de Star Wars-saga als basis, maar zullen qua toon van elkaar verschillen. En dan gaan Phil Lord en Chris Miller ook nog eens een film over Han Solo maken, waarvan ik helemaal niet weet wat we ervan moeten verwachten... en ik schrijf nota bene het script van die film!"

### Anthology-reeks
Om het jaar tussen de release van de sequel-films te overbruggen, besloot Disney om in het tussenliggende jaar een standalone film uit te brengen. Oorspronkelijk werden er twee films gepland: een film voor tussen Episode VII en Episode VIII en een film voor tussen Episode VIII en Episode IX. In 2014 kondigde Disney-CEO Bob Iger echter aan dat er drie spin-offfilms zouden gemaakt worden.
Op Star Wars Celebration Anaheim in 2015 maakte producer Kathleen Kennedy bekend dat de spin-off-films uitgebracht zouden worden onder de noemer "Anthology". Een anthologie is een bloemlezing.
De eerste film in de Anthology-reeks, genaamd Rogue One, werd uitgebracht op 16 december 2016. De film speelt zich af net voor de gebeurtenissen in Episode IV: A New Hope. In de film probeert een groepje Rebellen de bouwplannen van de eerste Death Star te stelen. Princess Leia Organa en Tarkin zijn ook in de film te zien. Omdat Rogue One voorafgaat (in de verhaallijn) aan Episode IV (1977), werd gebruikgemaakt van CGI-modellen. Als basis zijn de acteurs Guy Henry en Ingvlid Deila gebruikt.
De tweede Anthology-film, Solo: A Star Wars Story, gaat over het jonge leven van smokkelaar Han Solo. Deze film werd in mei 2018 uitgebracht.

### Nieuwe Star Wars-films
In november 2017 kondigde Lucasfilm aan dat Rian Johnson, de schrijver en regisseur van Star Wars Episode VIII: The Last Jedi werkt aan een nieuwe filmtrilogie. Deze trilogie staat los van de Skywalker-saga uit de episode-films.
In februari 2018 werd aangekondigd dat de schrijvers van Game of Thrones (David Benioff en D.B. Weiss) een nieuwe serie van Star Warsfilms zullen schrijven en regisseren, die losstaat van zowel de Skywalker-saga als de trilogie waar Rian Johnson aan werkt. Later werd bekend dat Benioff en Weiss niet verder gingen met hun Star Warsproject.
Op 10 december 2020 op de Disney Investor Day werden de nieuwe Star Warsprojecten aangekondigd waaronder de nieuwe bioscoopfilms: Star Wars: Rogue Squadron, geregisseerd door Patty Jenkins, die uit moet gaan komen op 22 december 2022, en een Star Warsfilm geregisseerd door Taika Waititi.

## Rolverdeling
| Anakin Skywalker Darth Vader         | Jake Lloyd                         | Hayden Christensen | Hayden Christensen James Earl Jones (stem) | David Prowse James Earl Jones (stem) Bob Anderson (vechtscènes) | David Prowse James Earl Jones (stem) Bob Anderson (vechtscènes) | David Prowse James Earl Jones (stem) Sebastian Shaw (zonder helm) Bob Anderson (vechtscènes) Hayden Christensen (geestvorm) |                                           |                                 | Hayden Christensen (stem) James Earl Jones (stem)    | Spencer Wilding James Earl Jones (stem) |                             |                             |                             | Hayden Christensen               | Hayden Christensen James Earl Jones (stem) |                                           |                      |  |
| Padmé Amidala                        | Natalie Portman                    | Natalie Portman    | Natalie Portman                            |                                                                 |                                                                 | |                                           |                                 |                                                      |                                         |                             |                             |                             |                                  |                                            |                                           |                      |  |
| Obi-Wan Kenobi                       | Ewan McGregor                      | Ewan McGregor      | Ewan McGregor                              | Alec Guinness                                                   | Alec Guinness                                                   | Alec Guinness | Alec Guinness (stem) Ewan McGregor (stem) |                                 | Alec Guinness (stem) Ewan McGregor (stem)            |                                         |                             |                             |                             |                                  | Ewan McGregor                              |                                           |                      |  |
| C-3PO                                | Anthony Daniels                    | Anthony Daniels    | Anthony Daniels                            | Anthony Daniels                                                 | Anthony Daniels                                                 | Anthony Daniels | Anthony Daniels                           | Anthony Daniels                 | Anthony Daniels                                      | Anthony Daniels                         |                             |                             |                             | Anthony Daniels                  | Anthony Daniels                            |                                           |                      |  |
| R2-D2                                | Kenny Baker                        | Kenny Baker        | Kenny Baker                                | Kenny Baker                                                     | Kenny Baker                                                     | Kenny Baker | Kenny Baker (consultant) / Jimmy Vee      | Jimmy Vee                       | Hassan Taj & Lee Towersey                            | Kenny Baker                             |                             | Verschillende poppenspelers | Verschillende poppenspelers |                                  | Verschillende poppenspelers                |                                           |                      |  |
| Qui-Gon Jinn                         | Liam Neeson                        |                    |                                            |                                                                 |                                                                 | |                                           |                                 | Liam Neeson (stem)                                   |                                         |                             |                             |                             |                                  | Liam Neeson                                |                                           |                      |  |
| Yoda                                 | Frank Oz                           | Frank Oz           | Frank Oz                                   |                                                                 | Frank Oz                                                        | Frank Oz | Frank Oz (stem)                           | Frank Oz                        | Frank Oz (stem)                                      |                                         |                             |                             |                             |                                  |                                            |                                           | stille rol           |  |
| Keizer Sheev Palpatine Darth Sidious | Ian McDiarmid                      | Ian McDiarmid      | Ian McDiarmid                              |                                                                 | Ian McDiarmid                                                   | Ian McDiarmid | Ian McDiarmid (stem)                      |                                 | Ian McDiarmid                                        |                                         |                             |                             |                             |                                  | Ian McDiarmid                              |                                           |                      |  |
| Mace Windu                           | Samuel L. Jackson                  | Samuel L. Jackson  | Samuel L. Jackson                          |                                                                 |                                                                 | |                                           |                                 | Samuel L. Jackson (stem)                             |                                         |                             |                             |                             |                                  |                                            |                                           |                      |  |
| Darth Maul                           | Ray Park Peter Serafinowicz (stem) |                    |                                            |                                                                 |                                                                 | |                                           |                                 |                                                      |                                         | Ray Park Sam Witwer (stem)  |                             |                             |                                  |                                            |                                           |                      |  |
| Jar Jar Binks                        | Ahmed Best                         | Ahmed Best         | Ahmed Best                                 |                                                                 |                                                                 | |                                           |                                 |                                                      |                                         |                             |                             |                             |                                  |                                            |                                           |                      |  |
| Ki-Adi-Mundi                         | Silas Carson                       | Silas Carson       | Silas Carson                               |                                                                 |                                                                 | |                                           |                                 |                                                      |                                         |                             |                             |                             |                                  |                                            |                                           | Derek Arnold         |  |
| Jabba the Hutt                       | Clint Bajakian (stem)              |                    |                                            | Larry Ward                                                      |                                                                 | Larry Ward |                                           |                                 |                                                      |                                         |                             |                             |                             |                                  |                                            |                                           |                      |  |
| Bib Fortuna                          | Matthew Wood                       |                    |                                            |                                                                 |                                                                 | Michael Carter Erik Bauersfeld (stem)                                                                                       |                                           |                                 |                                                      |                                         |                             | Matthew Wood                |                             |                                  |                                            |                                           |                      |  |
| Kit Fisto                            |                                    | Zac Jensen         | Ben Cooke                                  |                                                                 |                                                                 | |                                           |                                 |                                                      |                                         |                             |                             |                             |                                  |                                            |                                           |                      |  |
| Graaf Dook Darth Tyranus             |                                    | Christopher Lee    | Christopher Lee                            |                                                                 |                                                                 | |                                           |                                 |                                                      |                                         |                             |                             |                             |                                  |                                            |                                           |                      |  |
| Boba Fett                            |                                    | Daniel Logan       |                                            | Jeremy Bulloch Temuera Morrison (stem)                          | Jeremy Bulloch Temuera Morrison (stem)                          | Jeremy Bulloch Temuera Morrison (stem)                                                                                      |                                           |                                 |                                                      |                                         |                             | Temuera Morrison            | Temuera Morrison            |                                  |                                            |                                           |                      |  |
| Jango Fett                           |                                    | Temuera Morrison   |                                            |                                                                 |                                                                 | |                                           |                                 |                                                      |                                         |                             |                             |                             |                                  |                                            |                                           |                      |  |
| Bail Organa                          |                                    | Jimmy Smits        | Jimmy Smits                                |                                                                 |                                                                 | |                                           |                                 |                                                      | Jimmy Smits                             |                             |                             |                             |                                  | Jimmy Smits                                | Benjamin Bratt                            |                      |  |
| Owen Lars                            |                                    | Joel Edgerton      | Joel Edgerton                              | Phil Brown                                                      |                                                                 | |                                           |                                 |                                                      |                                         |                             |                             |                             |                                  | Joel Edgerton                              |                                           |                      |  |
| Beru Whitesun Lars                   |                                    | Bonnie Piesse      | Bonnie Piesse                              | Shelagh Fraser                                                  |                                                                 | |                                           |                                 |                                                      |                                         |                             |                             |                             |                                  | Bonnie Fiesse                              |                                           |                      |  |
| Breha Organa                         |                                    |                    | Rebecca Jackson Mendoza                    |                                                                 |                                                                 | |                                           |                                 |                                                      |                                         |                             |                             |                             |                                  | Simone Kessell                             |                                           |                      |  |
| Chewbacca                            |                                    |                    | Peter Mayhew                               | Peter Mayhew                                                    | Peter Mayhew                                                    | Peter Mayhew | Joonas Suotamo & Peter Mayhew             | Joonas Suotamo                  | Joonas Suotamo                                       |                                         |                             | Joonas Suotamo              |                             |                                  |                                            |                                           |                      |  |
| Mon Mothma                           |                                    |                    | Genevieve O'Reilly                         |                                                                 |                                                                 | Caroline Blakiston |                                           |                                 |                                                      | Genevieve O'Reilly                      |                             |                             |                             | Genevieve O'Reilly               |                                            | Genevieve O'Reilly                        |                      |  |
| Grandmoff Wilhuff Tarkin             |                                    |                    | Wayne Pygram                               | Peter Cushing                                                   |                                                                 | |                                           |                                 |                                                      | Guy Henry Peter Cushing (digitaal)      |                             |                             |                             |                                  |                                            |                                           |                      |  |
| Luke Skywalker                       |                                    |                    | Aidan Barton                               | Mark Hamill                                                     | Mark Hamill                                                     | Mark Hamill | Mark Hamill                               | Mark Hamill                     | Mark Hamill                                          |                                         |                             | Mark Hamill                 | Mark Hamill                 |                                  | Grant Feely                                |                                           |                      |  |
| Leia Organa                          |                                    |                    | Aidan Barton                               | Carrie Fisher                                                   | Carrie Fisher                                                   | Carrie Fisher | Carrie Fisher                             | Carrie Fisher                   | Carrie Fisher                                        | Ingvild Deila Carrie Fisher (digitaal)  |                             |                             |                             |                                  | Vivien Lyra Blair                          |                                           |                      |  |
| Han Solo                             |                                    |                    |                                            | Harrison Ford                                                   | Harrison Ford                                                   | Harrison Ford | Harrison Ford                             |                                 | Harrison Ford                                        |                                         | Alden Ehrenreich            |                             |                             |                                  |                                            |                                           |                      |  |
| Wedge Antilles                       |                                    |                    |                                            | Denis Lawson                                                    | Denis Lawson                                                    | Denis Lawson |                                           |                                 | Denis Lawson                                         |                                         |                             |                             |                             |                                  |                                            |                                           |                      |  |
| Wullf Yularen                        |                                    |                    |                                            | Robert Clarke                                                   |                                                                 | |                                           |                                 |                                                      |                                         |                             |                             |                             |                                  |                                            | Malcolm Sinclair                          |                      |  |
| Lando Calrissian                     |                                    |                    |                                            |                                                                 | Billy Dee Williams                                              | Billy Dee Williams |                                           |                                 | Billy Dee Williams                                   |                                         | Donald Glover               |                             |                             |                                  |                                            |                                           |                      |  |
| Gial Ackbar                          |                                    |                    |                                            |                                                                 |                                                                 | Timothy D. Rose Erik Bauersfeld (stem)                                                                                      | Timothy D. Rose Erik Bauersfeld (stem)    | Timothy D. Rose Tom Kane (stem) |                                                      |                                         |                             |                             |                             |                                  |                                            |                                           |                      |  |
| Nien Nunb                            |                                    |                    |                                            |                                                                 |                                                                 | Mike Quinn Kipsang Rotich                                                                                                   | Mike Quinn Kipsang Rotich                 | Mike Quinn Kipsang Rotich       | Mike Quinn Kipsang Rotich                            |                                         |                             |                             |                             |                                  |                                            |                                           |                      |  |
| Wicket W. Warrick                    |                                    |                    |                                            |                                                                 |                                                                 | Warwick Davis |                                           |                                 | Warwick Davis                                        |                                         |                             |                             |                             |                                  |                                            |                                           |                      |  |
| Rey                                  |                                    |                    |                                            |                                                                 |                                                                 | | Daisy Ridley                              | Daisy Ridley                    | Daisy Ridley                                         |                                         |                             |                             |                             |                                  |                                            |                                           |                      |  |
| Finn                                 |                                    |                    |                                            |                                                                 |                                                                 | | John Boyega                               | John Boyega                     | John Boyega                                          |                                         |                             |                             |                             |                                  |                                            |                                           |                      |  |
| Poe Dameron                          |                                    |                    |                                            |                                                                 |                                                                 | | Oscar Isaac                               | Oscar Isaac                     | Oscar Isaac                                          |                                         |                             |                             |                             |                                  |                                            |                                           |                      |  |
| BB-8                                 |                                    |                    |                                            |                                                                 |                                                                 | | Brain Herring Dave Chapman                | Brain Herring Dave Chapman      | Brain Herring Dave Chapman                           |                                         |                             |                             |                             |                                  |                                            |                                           |                      |  |
| Ben Solo Kylo Ren                    |                                    |                    |                                            |                                                                 |                                                                 | | Adam Driver                               | Adam Driver                     | Adam Driver                                          |                                         |                             |                             |                             |                                  |                                            |                                           |                      |  |
| Generaal Armitage Hux                |                                    |                    |                                            |                                                                 |                                                                 | | Domhnall Gleeson                          | Domhnall Gleeson                | Domhnall Gleeson                                     |                                         |                             |                             |                             |                                  |                                            |                                           |                      |  |
| Maz Kanata                           |                                    |                    |                                            |                                                                 |                                                                 | | Lupita Nyong'o                            | Lupita Nyong'o                  | Lupita Nyong'o                                       |                                         |                             |                             |                             |                                  |                                            |                                           |                      |  |
| Opperste Leider Snoke                |                                    |                    |                                            |                                                                 |                                                                 | | Andy Serkis                               | Andy Serkis                     | Andy Serkis (stem)                                   |                                         |                             |                             |                             |                                  |                                            |                                           |                      |  |
| Kapitein Phasma                      |                                    |                    |                                            |                                                                 |                                                                 | | Gwendoline Christie                       | Gwendoline Christie             |                                                      |                                         |                             |                             |                             |                                  |                                            |                                           |                      |  |
| Rose Tico                            |                                    |                    |                                            |                                                                 |                                                                 | |                                           | Kelly Marie Tran                | Kelly Marie Tran                                     |                                         |                             |                             |                             |                                  |                                            |                                           |                      |  |
| Vice-Admiraal Amilyn Holdo           |                                    |                    |                                            |                                                                 |                                                                 | |                                           | Laura Dern                      |                                                      |                                         |                             |                             |                             |                                  |                                            |                                           |                      |  |
| DJ                                   |                                    |                    |                                            |                                                                 |                                                                 | |                                           | Benicio del Toro                |                                                      |                                         |                             |                             |                             |                                  |                                            |                                           |                      |  |
| Jannah                               |                                    |                    |                                            |                                                                 |                                                                 | |                                           |                                 | Naomi Ackie                                          |                                         |                             |                             |                             |                                  |                                            |                                           |                      |  |
| Generaal Enric Pryde                 |                                    |                    |                                            |                                                                 |                                                                 | |                                           |                                 | Richard E. Grant                                     |                                         |                             |                             |                             |                                  |                                            |                                           |                      |  |
| Zorii Bliss                          |                                    |                    |                                            |                                                                 |                                                                 | |                                           |                                 | Keri Russell                                         |                                         |                             |                             |                             |                                  |                                            |                                           |                      |  |
| Babu Frik                            |                                    |                    |                                            |                                                                 |                                                                 | |                                           |                                 | Shirley Henderson (stem)                             |                                         |                             |                             |                             |                                  |                                            |                                           |                      |  |
| Beaumont Kin                         |                                    |                    |                                            |                                                                 |                                                                 | |                                           |                                 | Dominic Monaghan                                     |                                         |                             |                             |                             |                                  |                                            |                                           |                      |  |
| D-O                                  |                                    |                    |                                            |                                                                 |                                                                 | |                                           |                                 | Robin Guiver Lynn Robertson Bruce J.J. Abrams (stem) |                                         |                             |                             |                             |                                  |                                            |                                           |                      |  |
| Jynn Erso                            |                                    |                    |                                            |                                                                 |                                                                 | |                                           |                                 |                                                      | Felicity Jones                          |                             |                             |                             |                                  |                                            |                                           |                      |  |
| Cassian Andor                        |                                    |                    |                                            |                                                                 |                                                                 | |                                           |                                 |                                                      | Diego Luna                              |                             |                             |                             |                                  |                                            | Diego Luna                                |                      |  |
| K-2SO                                |                                    |                    |                                            |                                                                 |                                                                 | |                                           |                                 |                                                      | Alan Tudyk                              |                             |                             |                             |                                  |                                            | Alan Tudyk                                |                      |  |
| Chirrut Îmwe                         |                                    |                    |                                            |                                                                 |                                                                 | |                                           |                                 |                                                      | Donnie Yen                              |                             |                             |                             |                                  |                                            |                                           |                      |  |
| Baze Malbus                          |                                    |                    |                                            |                                                                 |                                                                 | |                                           |                                 |                                                      | Wen Jiang                               |                             |                             |                             |                                  |                                            |                                           |                      |  |
| Bodhi Rook                           |                                    |                    |                                            |                                                                 |                                                                 | |                                           |                                 |                                                      | Riz Ahmed                               |                             |                             |                             |                                  |                                            |                                           |                      |  |
| Orson Callan Krennic                 |                                    |                    |                                            |                                                                 |                                                                 | |                                           |                                 |                                                      | Ben Mendelsohn                          |                             |                             |                             |                                  |                                            | Ben Mendelsohn                            |                      |  |
| Saw Gerrera                          |                                    |                    |                                            |                                                                 |                                                                 | |                                           |                                 |                                                      | Forest Whitaker                         |                             |                             |                             |                                  |                                            | Forest Whitaker                           |                      |  |
| Davits Draven                        |                                    |                    |                                            |                                                                 |                                                                 | |                                           |                                 |                                                      | Alistair Petrie                         |                             |                             |                             |                                  |                                            | Alistair Petrie                           |                      |  |
| Admiraal Raddus                      |                                    |                    |                                            |                                                                 |                                                                 | |                                           |                                 |                                                      | Paul Kasey Stephen Stanton (stem)       |                             |                             |                             |                                  |                                            | James Henri-Thomas Stephen Stanton (stem) |                      |  |
| Ruescott Melshi                      |                                    |                    |                                            |                                                                 |                                                                 | |                                           |                                 |                                                      | Duncan Pow                              |                             |                             |                             |                                  |                                            | Duncan Pow                                |                      |  |
| Tynnra Pamlo                         |                                    |                    |                                            |                                                                 |                                                                 | |                                           |                                 |                                                      | Sharon Duncan-Brewster                  |                             |                             |                             |                                  |                                            | Sharon Duncan-Brewster                    |                      |  |
| Nower Jebel                          |                                    |                    |                                            |                                                                 |                                                                 | |                                           |                                 |                                                      | Jonathan Aris                           |                             |                             |                             |                                  |                                            | Jonathan Aris                             |                      |  |
| C1-1OP "Chopper"                     |                                    |                    |                                            |                                                                 |                                                                 | |                                           |                                 |                                                      | (cameo)                                 |                             |                             |                             | Dave Filoni (stem)               |                                            |                                           |                      |  |
| Tobias Beckett                       |                                    |                    |                                            |                                                                 |                                                                 | |                                           |                                 |                                                      |                                         | Woody Harrelson             |                             |                             |                                  |                                            |                                           |                      |  |
| Qi'ra                                |                                    |                    |                                            |                                                                 |                                                                 | |                                           |                                 |                                                      |                                         | Emilia Clarke               |                             |                             |                                  |                                            |                                           |                      |  |
| Val                                  |                                    |                    |                                            |                                                                 |                                                                 | |                                           |                                 |                                                      |                                         | Thandie Newton              |                             |                             |                                  |                                            |                                           |                      |  |
| L3-37                                |                                    |                    |                                            |                                                                 |                                                                 | |                                           |                                 |                                                      |                                         | Phoebe Waller-Bridge (stem) |                             |                             |                                  |                                            |                                           |                      |  |
| Dryden Vos                           |                                    |                    |                                            |                                                                 |                                                                 | |                                           |                                 |                                                      |                                         | Paul Bettany                |                             |                             |                                  |                                            |                                           |                      |  |
| Rio Durant                           |                                    |                    |                                            |                                                                 |                                                                 | |                                           |                                 |                                                      |                                         | Jon Favreau (stem)          |                             |                             |                                  |                                            |                                           |                      |  |
| Enfys Nest                           |                                    |                    |                                            |                                                                 |                                                                 | |                                           |                                 |                                                      |                                         | Erin Kellyman               |                             |                             |                                  |                                            |                                           |                      |  |
| Lady Proxima                         |                                    |                    |                                            |                                                                 |                                                                 | |                                           |                                 |                                                      |                                         | Linda Hunt (stem)           |                             |                             |                                  |                                            |                                           |                      |  |
| Din Djarin The Mandalorian           |                                    |                    |                                            |                                                                 |                                                                 | |                                           |                                 |                                                      |                                         |                             | Pedro Pascal                | Pedro Pascal                |                                  |                                            |                                           |                      |  |
| Grogu / The Child                    |                                    |                    |                                            |                                                                 |                                                                 | |                                           |                                 |                                                      |                                         |                             | Verschillende poppenspelers | Verschillende poppenspelers |                                  |                                            |                                           |                      |  |
| Bo-Katan Kryze                       |                                    |                    |                                            |                                                                 |                                                                 | |                                           |                                 |                                                      |                                         |                             | Katee Sackhoff              |                             |                                  |                                            |                                           |                      |  |
| Greef Karga                          |                                    |                    |                                            |                                                                 |                                                                 | |                                           |                                 |                                                      |                                         |                             | Carl Weathers               |                             |                                  |                                            |                                           |                      |  |
| Moff Gideon                          |                                    |                    |                                            |                                                                 |                                                                 | |                                           |                                 |                                                      |                                         |                             | Giancarlo Esposito          |                             |                                  |                                            |                                           |                      |  |
| The Armorer                          |                                    |                    |                                            |                                                                 |                                                                 | |                                           |                                 |                                                      |                                         |                             | Emily Swallow               | Emily Swallow               |                                  |                                            |                                           |                      |  |
| Cara Dune                            |                                    |                    |                                            |                                                                 |                                                                 | |                                           |                                 |                                                      |                                         |                             | Gina Carano                 |                             |                                  |                                            |                                           |                      |  |
| Peli Motto                           |                                    |                    |                                            |                                                                 |                                                                 | |                                           |                                 |                                                      |                                         |                             | Amy Sedaris                 | Amy Sedaris                 |                                  |                                            |                                           |                      |  |
| Fennec Shand                         |                                    |                    |                                            |                                                                 |                                                                 | |                                           |                                 |                                                      |                                         |                             | Ming-Na Wen                 | Ming-Na Wen                 |                                  |                                            |                                           |                      |  |
| Captain Carson Teva                  |                                    |                    |                                            |                                                                 |                                                                 | |                                           |                                 |                                                      |                                         |                             | Paul Sun-Hyung Lee          | Paul Sun-Hyung Lee          | Paul Sun-Hyung Lee               |                                            |                                           |                      |  |
| Cobb Vanth                           |                                    |                    |                                            |                                                                 |                                                                 | |                                           |                                 |                                                      |                                         |                             | Timothy Olyphant            | Timothy Olyphant            |                                  |                                            |                                           |                      |  |
| Ahsoka Tano                          |                                    |                    |                                            |                                                                 |                                                                 | |                                           |                                 |                                                      |                                         |                             | Rosario Dawson              | Rosario Dawson              | Rosario Dawson Ariana Greenblatt |                                            |                                           |                      |  |
| Morgan Elsbeth                       |                                    |                    |                                            |                                                                 |                                                                 | |                                           |                                 |                                                      |                                         |                             | Diana Lee Inosanto          |                             | Diana Lee Inosanto               |                                            |                                           |                      |  |
| Cad Bane                             |                                    |                    |                                            |                                                                 |                                                                 | |                                           |                                 |                                                      |                                         |                             |                             | Corey Burton (stem)         |                                  |                                            |                                           |                      |  |
| Sabine Wren                          |                                    |                    |                                            |                                                                 |                                                                 | |                                           |                                 |                                                      |                                         |                             |                             |                             | Natasha Liu Bordizzo             |                                            |                                           |                      |  |
| Hera Syndulla                        |                                    |                    |                                            |                                                                 |                                                                 | |                                           |                                 |                                                      |                                         |                             |                             |                             | Mary Elizabeth Winstead          |                                            |                                           |                      |  |
| Baylon Skoll                         |                                    |                    |                                            |                                                                 |                                                                 | |                                           |                                 |                                                      |                                         |                             |                             |                             | Ray Stevenson                    |                                            |                                           |                      |  |
| Shin Hati                            |                                    |                    |                                            |                                                                 |                                                                 | |                                           |                                 |                                                      |                                         |                             |                             |                             | Ivanna Sahkno                    |                                            |                                           |                      |  |
| Huyang                               |                                    |                    |                                            |                                                                 |                                                                 | |                                           |                                 |                                                      |                                         |                             |                             |                             | David Tennant (stem)             |                                            |                                           |                      |  |
| Ezra Bridger                         |                                    |                    |                                            |                                                                 |                                                                 | |                                           |                                 |                                                      |                                         |                             |                             |                             | Eman Esfandi                     |                                            |                                           |                      |  |
| Jacen Syndulla                       |                                    |                    |                                            |                                                                 |                                                                 | |                                           |                                 |                                                      |                                         |                             |                             |                             | Evan Whitten                     |                                            |                                           |                      |  |
| Grand Admiral Thrawn                 |                                    |                    |                                            |                                                                 |                                                                 | |                                           |                                 |                                                      |                                         |                             |                             |                             | Lars Mikkelsen                   |                                            |                                           |                      |  |
| The Grand Inquisitor                 |                                    |                    |                                            |                                                                 |                                                                 | |                                           |                                 |                                                      |                                         |                             |                             |                             |                                  | Rupert Friend                              |                                           |                      |  |
| Reva Sevander The Third Sister       |                                    |                    |                                            |                                                                 |                                                                 | |                                           |                                 |                                                      |                                         |                             |                             |                             |                                  | Moses Ingram                               |                                           |                      |  |
| The Fifth Brother                    |                                    |                    |                                            |                                                                 |                                                                 | |                                           |                                 |                                                      |                                         |                             |                             |                             |                                  | Sung Kang                                  |                                           |                      |  |
| Tala Durith                          |                                    |                    |                                            |                                                                 |                                                                 | |                                           |                                 |                                                      |                                         |                             |                             |                             |                                  | Indira Varma                               |                                           |                      |  |
| Roken                                |                                    |                    |                                            |                                                                 |                                                                 | |                                           |                                 |                                                      |                                         |                             |                             |                             |                                  | O'Shea Jackson Jr.                         |                                           |                      |  |
| Haja Estree                          |                                    |                    |                                            |                                                                 |                                                                 | |                                           |                                 |                                                      |                                         |                             |                             |                             |                                  | Kumail Nanjiani                            |                                           |                      |  |
| Dedra Meero                          |                                    |                    |                                            |                                                                 |                                                                 | |                                           |                                 |                                                      |                                         |                             |                             |                             |                                  |                                            | Denise Gough                              |                      |  |
| Luthen Rael                          |                                    |                    |                                            |                                                                 |                                                                 | |                                           |                                 |                                                      |                                         |                             |                             |                             |                                  |                                            | Stellan Skarsgård                         |                      |  |
| Syril Karn                           |                                    |                    |                                            |                                                                 |                                                                 | |                                           |                                 |                                                      |                                         |                             |                             |                             |                                  |                                            | Kyle Soller                               |                      |  |
| Bix Caleen                           |                                    |                    |                                            |                                                                 |                                                                 | |                                           |                                 |                                                      |                                         |                             |                             |                             |                                  |                                            | Adria Arjona                              |                      |  |
| Lio Partagaz                         |                                    |                    |                                            |                                                                 |                                                                 | |                                           |                                 |                                                      |                                         |                             |                             |                             |                                  |                                            | Anton Lesser                              |                      |  |
| Kleya Marki                          |                                    |                    |                                            |                                                                 |                                                                 | |                                           |                                 |                                                      |                                         |                             |                             |                             |                                  |                                            | Elizabeth Dulau                           |                      |  |
| Wilmon Paak                          |                                    |                    |                                            |                                                                 |                                                                 | |                                           |                                 |                                                      |                                         |                             |                             |                             |                                  |                                            | Muhannad Ben Amor                         |                      |  |
| Vel Sartha                           |                                    |                    |                                            |                                                                 |                                                                 | |                                           |                                 |                                                      |                                         |                             |                             |                             |                                  |                                            | Faye Marsay                               |                      |  |
| B2EMO                                |                                    |                    |                                            |                                                                 |                                                                 | |                                           |                                 |                                                      |                                         |                             |                             |                             |                                  |                                            | Dave Chapman                              |                      |  |
| Lonni Jung                           |                                    |                    |                                            |                                                                 |                                                                 | |                                           |                                 |                                                      |                                         |                             |                             |                             |                                  |                                            | Robert Emms                               |                      |  |
| Karis Nemik                          |                                    |                    |                                            |                                                                 |                                                                 | |                                           |                                 |                                                      |                                         |                             |                             |                             |                                  |                                            | Alex Lawther                              |                      |  |
| Maarva Andor                         |                                    |                    |                                            |                                                                 |                                                                 | |                                           |                                 |                                                      |                                         |                             |                             |                             |                                  |                                            | Fiona Shaw                                |                      |  |
| Kino Loy                             |                                    |                    |                                            |                                                                 |                                                                 | |                                           |                                 |                                                      |                                         |                             |                             |                             |                                  |                                            | Andy Serkis                               |                      |  |
| Erskin Semaj                         |                                    |                    |                                            |                                                                 |                                                                 | |                                           |                                 |                                                      |                                         |                             |                             |                             |                                  |                                            | Pierro Niel-Mee                           |                      |  |
| Carro Rylanz                         |                                    |                    |                                            |                                                                 |                                                                 | |                                           |                                 |                                                      |                                         |                             |                             |                             |                                  |                                            | Richard Sammel                            |                      |  |
| Verosha "Osha" Aniseya               |                                    |                    |                                            |                                                                 |                                                                 | |                                           |                                 |                                                      |                                         |                             |                             |                             |                                  |                                            |                                           | Amandla Stenberg     |  |
| Mae-ho Aniseya                       |                                    |                    |                                            |                                                                 |                                                                 | |                                           |                                 |                                                      |                                         |                             |                             |                             |                                  |                                            |                                           | Amandla Stenberg     |  |
| Sol                                  |                                    |                    |                                            |                                                                 |                                                                 | |                                           |                                 |                                                      |                                         |                             |                             |                             |                                  |                                            |                                           | Lee Jung-jae         |  |
| Qimir                                |                                    |                    |                                            |                                                                 |                                                                 | |                                           |                                 |                                                      |                                         |                             |                             |                             |                                  |                                            |                                           | Manny Jacinto        |  |
| Jecki Lon                            |                                    |                    |                                            |                                                                 |                                                                 | |                                           |                                 |                                                      |                                         |                             |                             |                             |                                  |                                            |                                           | Dafne Keen           |  |
| Yord Fandar                          |                                    |                    |                                            |                                                                 |                                                                 | |                                           |                                 |                                                      |                                         |                             |                             |                             |                                  |                                            |                                           | Charlie Bernett      |  |
| Mother Aniseya                       |                                    |                    |                                            |                                                                 |                                                                 | |                                           |                                 |                                                      |                                         |                             |                             |                             |                                  |                                            |                                           | Jodie Turner-Smith   |  |
| Vernestra Rwoh                       |                                    |                    |                                            |                                                                 |                                                                 | |                                           |                                 |                                                      |                                         |                             |                             |                             |                                  |                                            |                                           | Rebecce Henderson    |  |
| Torbin                               |                                    |                    |                                            |                                                                 |                                                                 | |                                           |                                 |                                                      |                                         |                             |                             |                             |                                  |                                            |                                           | Dean-Charles Chapman |  |
| Kelnacca                             |                                    |                    |                                            |                                                                 |                                                                 | |                                           |                                 |                                                      |                                         |                             |                             |                             |                                  |                                            |                                           | Joonas Suotamo       |  |
| Indira                               |                                    |                    |                                            |                                                                 |                                                                 | |                                           |                                 |                                                      |                                         |                             |                             |                             |                                  |                                            |                                           | Carrie-Anne Moss     |  |
| Koril                                |                                    |                    |                                            |                                                                 |                                                                 | |                                           |                                 |                                                      |                                         |                             |                             |                             |                                  |                                            |                                           | Margarita Levieva    |  |

## Expanded Universe
Star Wars: Legends, voorheen bekend als Star Wars Expanded Universe (EU), is een merknaam die wordt gebruikt als overkoepelende term voor alle officiële Star Wars-media, los van de bioscoopfilms. Deze media spelen vaak in op gebeurtenissen uit het Star Wars-universum die niet te zien waren in de negen Episodes van de Star Wars-saga. Sinds april 2014 valt het niet meer in de officiële Star Wars-continuïteit (ook wel Canon genoemd) volgens Disney.
De roman Erfgenaam van het Rijk (New York Times-bestsellerlijst) van Timothy Zahn en de Dark Horse-strip Dark Empire door Tom Veitch en Cam Kennedy uit 1991 vormde het begin van wat een grote verzameling werken zou worden die zich afspelen vóór, tussen en vooral na de originele films. Bekende karakters uit de Expanded Universe zijn Grand Admiral Thrawn en Mara Jade. De Trawn Trilogie door Zahn is in 1995 ook bewerkt tot stripreeks.
| Titel                                  | Jaar | Auteur       | Tijdsperiode gebeurtenis        | Vertaling                     |
| -------------------------------------- | ---- | ------------ | ------------------------------- | ----------------------------- |
| The Thrawn Trilogy: Heir to the Empire | 1991 | Timothy Zahn | Vijf jaar na Return of the Jedi | Erfgenaam van het Rijk        |
| The Thrawn Trilogy: Dark Force Rising  | 1992 | Timothy Zahn | Vijf jaar na Return of the Jedi | De macht van de duistere kant |
| The Thrawn Trilogy: The Last Command   | 1993 | Timothy Zahn | Vijf jaar na Return of the Jedi | Het laatste bevel             |

## Invloed
De Star Wars-saga heeft een significante invloed gehad op de moderne populaire cultuur. Zowel de films als de personages zijn op vele manieren geparodieerd of op andere manieren ingezet. Bekende parodieën zijn Hardware Wars en Spaceballs. Lucas maakte zelf een mockumentary: R2-D2: Beneath the Dome, terwijl Return of the Ewok door acteur Warwick Davis gefilmd werd.
Toen Ronald Reagan het idee voor het Strategic Defense Initiative (SDI) voorstelde, kreeg dit project al snel de bijnaam "Star Wars".

## Televisie en internet

### Televisiefilms en specials
| Titel                              | Uitzenddatum     |
| ---------------------------------- | ---------------- |
| The Star Wars Holiday Special      | 17 november 1978 |
| The Ewok Adventure                 | 25 november 1984 |
| Ewoks: The Battle for Endor        | 24 november 1985 |
| The Lego Star Wars Holiday Special | 17 november 2020 |

### Animatieseries
| Titel                              | Uitzenddatum      | Uitzenddatum       |
| Titel                              | Eerste aflevering | Laatste aflevering |
| ---------------------------------- | ----------------- | ------------------ |
| Star Wars: Droids                  | 7 september 1985  | 7 juni 1986        |
| Star Wars: Ewoks                   | 7 september 1985  | 13 december 1986   |
| Star Wars: Clone Wars              | 7 november 2003   | 26 maart 2005      |
| Star Wars: The Clone Wars          | 3 oktober 2008    | 4 mei 2020         |
| Star Wars Rebels                   | 3 oktober 2014    | 5 maart 2018       |
| Star Wars Forces of Destiny        | 9 juli 2017       | 25 mei 2018        |
| Star Wars Resistance               | 7 oktober 2018    | 26 januari 2020    |
| Star Wars: The Bad Batch           | 4 mei 2021        | 1 mei 2024         |
| Star Wars: Visions                 | 22 september 2021 |                    |
| Star Wars: Tales of the Jedi       | 26 oktober 2022   | 26 oktober 2022    |
| Star Wars: Young Jedi Adventures   | 4 mei 2023        |                    |
| Star Wars: Tales of the Empire     | 4 mei 2024        | 4 mei 2024         |
| Star Wars: Tales of the Underworld | 4 mei 2025        | 4 mei 2025         |

### Liveaction-series
| Titel                 | Uitzenddatum      | Uitzenddatum       |
| Titel                 | Eerste aflevering | Laatste aflevering |
| --------------------- | ----------------- | ------------------ |
| The Mandalorian       | 12 november 2019  | 19 april 2023      |
| The Book of Boba Fett | 29 december 2021  | 9 februari 2022    |
| Obi-Wan Kenobi        | 27 mei 2022       | 22 juni 2022       |
| Andor                 | 31 augustus 2022  | 14 mei 2025        |
| Ahsoka                | 22 augustus 2023  |                    |
| The Acolyte           | 4 juni 2024       | 17 juli 2024       |
| Skeleton Crew         | 2 december 2024   | 14 januari 2025    |

## Overige media

### Soundtracks
| Album met eventuele hitnotering(en) in de Nederlandse Album Top 100 | Datum van verschijnen | Datum van binnenkomst | Hoogste positie | Aantal weken | Opmerkingen   |
| ------------------------------------------------------------------- | --------------------- | --------------------- | --------------- | ------------ | ------------- |
| A New Hope                                                          | 1977                  | -                     |                 |              | soundtrack    |
| The Empire Strikes Back                                             | 1980                  | -                     |                 |              | soundtrack    |
| Return of the Jedi                                                  | 1983                  | -                     |                 |              | soundtrack    |
| The Phantom Menace                                                  | 1999                  | 22-05-1999            | 40              | 14           | soundtrack    |
| Attack of the Clones                                                | 2002                  | 11-05-2002            | 86              | 5            | soundtrack    |
| Revenge of the Sith                                                 | 2005                  | 07-05-2005            | 22              | 6            | soundtrack    |
| The Force Awakens                                                   | 2015                  | 26-12-2015            | 26              | 5            | soundtrack    |
| Star Wars - The Ultimate Soundtrack Collection                      | 2016                  | -                     |                 |              | verzamelalbum |
| Rogue One                                                           | 2016                  | -                     |                 |              | soundtrack    |
| The Last Jedi                                                       | 2017                  | 23-12-2017            | 44              | 1            | soundtrack    |
| Solo                                                                | 2018                  | -                     |                 |              | soundtrack    |
| The Rise of Skywalker                                               | 2019                  | -                     |                 |              | soundtrack    |

| Album met hitnotering(en) in de Vlaamse Ultratop 200 albums | Datum van verschijnen | Datum van binnenkomst | Hoogste positie | Aantal weken | Opmerkingen   |
| ----------------------------------------------------------- | --------------------- | --------------------- | --------------- | ------------ | ------------- |
| The Phantom Menace                                          | 1999                  | 29-05-1999            | 37              | 5            | soundtrack    |
| Attack of the Clones                                        | 2002                  | 01-06-2002            | 35              | 2            | soundtrack    |
| Revenge of the Sith                                         | 2005                  | 07-05-2005            | 18              | 8            | soundtrack    |
| The Force Awakens                                           | 2015                  | 26-12-2015            | 19              | 14           | soundtrack    |
| Star Wars - The Ultimate Soundtrack Collection              | 2016                  | 16-01-2016            | 140             | 1            | verzamelalbum |
| Rogue One                                                   | 2016                  | 24-12-2016            | 74              | 6            | soundtrack    |
| Return of the Jedi                                          | 1983                  | 18-03-2017            | 137             | 2            | soundtrack    |
| The Last Jedi                                               | 2017                  | 23-12-2017            | 37              | 5            | soundtrack    |
| Solo                                                        | 2018                  | 02-06-2018            | 41              | 3            | soundtrack    |
| The Rise of Skywalker                                       | 2019                  | 11-01-2020            | 52              | 3            | soundtrack    |

### Attracties
Onderstaand is een overzicht gegeven van de diverse attracties die gebaseerd zijn op de Star Wars-franchise.
| Naam                                       | Attractiepark              | Openingsdatum           | Sluitingsdatum   |
| ------------------------------------------ | -------------------------- | ----------------------- | ---------------- |
| Star Tours                                 | Disneyland                 | 9 januari 1987          | 27 juli 2010     |
| Star Tours                                 | Tokyo Disneyland           | 12 juli 1989            | 2 april 2012     |
| Star Tours                                 | Disney's Hollywood Studios | 15 december 1989        | 7 september 2010 |
| Star Tours                                 | Disneyland Parijs          | 12 april 1992           | 16 maart 2016    |
| Star Wars Weekends                         | Disney's Hollywood Studios | 1997                    | 2015             |
| Star Wars: Where Science Meets Imagination | Diverse locaties           | 19 oktober 2015         | 23 maart 2014    |
| Jedi Training Academy                      | Disneyland                 | 1 juli 2006             | 15 november 2015 |
| Jedi Training Academy                      | Disney's Hollywood Studios | 9 oktober 2007          | 5 oktober 2015   |
| Star Tours - The Adventures Continue       | Disney's Hollywood Studios | 20 mei 2001             | -                |
| Star Tours - The Adventures Continue       | Disneyland                 | 3 juni 2011             | -                |
| Star Tours - The Adventures Continue       | Tokyo Disneyland           | 7 mei 2013              | -                |
| Star Tours - The Adventures Continue       | Disneyland Parijs          | 26 maart 2017           | -                |
| Star Wars Hyperspace Mountain              | Disneyland                 | 14 november 2015        | 31 mei 2017      |
| Star Wars Hyperspace Mountain              | Hong Kong Disneyland       | 11 juni 2016            | -                |
| Star Wars Hyperspace Mountain              | Disneyland Parijs          | 7 mei 2017              | -                |
| Star Wars Launch Bay                       | Disneyland                 | 16 november 2015        | -                |
| Star Wars Launch Bay                       | Disney's Hollywood Studios | 4 december 2015         | -                |
| Star Wars Launch Bay                       | Shanghai Disneyland        | 16 juni 2016            | -                |
| Jedi Training: Trials of the Temple        | Disney's Hollywood Studios | 1 december 2015         | -                |
| Jedi Training: Trials of the Temple        | Disneyland                 | 8 december 2015         | -                |
| Jedi Training: Trials of the Temple        | Disneyland Parijs          | 11 juli 2015            | -                |
| Jedi Training: Trials of the Temple        | Hong Kong Disneyland       | 25 juni 2016            | -                |
| Star Wars: A Galactic Spectacular          | Disney's Hollywood Studios | 17 juni 2016            | -                |
| Millennium Falcon: Smugglers Run           | Disneyland                 | 31 mei 2019             | -                |
| Millennium Falcon: Smugglers Run           | Disney's Hollywood Studios | 29 augustus 2019        | -                |
| Star Wars: Rise of the Resistance          | Disney's Hollywood Studios | 5 december 2019         | -                |
| Star Wars: Rise of the Resistance          | Disneyland                 | Gepland 17 januari 2020 | -                |

### Multimediaprojecten
Een multimediaproject is een project waarbij binnen hetzelfde thema meerdere werken worden gepubliceerd, verspreid over diverse media.
- Shadows of the Empire is een multimediaproject dat zich afspeelt tussen de gebeurtenissen in The Empire Strikes Back en Return of the Jedi. Het project bevat onder andere een roman, een stripreeks, een soundtrack, een computerspel en actiefiguurtjes.
- The Force Unleashed is een vergelijkbaar project dat zich afspeelt tussen de gebeurtenissen in Revenge of the Sith en A New Hope. Dit project bevat onder meer een computerspel, een sequel hierop, graphic novels en speelgoed.

### Merchandising
Het succes van de Star Wars-films heeft ertoe geleid dat de franchise een van de grootste ter wereld is geworden. Terwijl George Lucas A New Hope aan het filmen was, besloot hij $ 500.000 van zijn salaris in te leveren in ruil voor het volledige eigenaarschap van de merchandising. De eerste zes films hebben naar schatting 20 miljard dollar aan omzet opgebracht.
Voorbeeld(en) van Star Wars-merchandising:
- LEGO Star Wars

## Trivia
- Er zijn onder de liefhebbers van de saga uiteenlopende meningen of de films in chronologische volgorde (I, II, III, IV, V, VI) bekeken moet worden of in de gepubliceerde volgorde (IV, V, VI, I, II, III) in verband met spoilers. Sinds 2011 bestaat er ook een alternatieve volgorde genaamd Star Wars: Machete Order: IV, V, II, III, VI (Episode I verdwijnt helemaal).[26] De veronderstelling hierbij is dat kijkers bij het weglaten van Episode I niets missen wat van belang is voor het grote geheel dat de andere delen vormen. Daarnaast voorkomt dit - samen met het aanpassen van de volgorde - dat enkele van de grootste verrassingen en plotwendingen (te) vroeg aan het licht komen.
- Door het futuristische karakter van het project werd het Strategic Defense Initiative in de jaren 80 van de toenmalige president van de Verenigde Staten Ronald Reagan om te komen tot een raketschild in de ruimte, waarbij ballistische raketten van de Sovjet-Unie buiten de dampkring vernietigd konden worden, ook wel "Star Wars" genoemd, naar de filmsaga.
- Het 501e Legioen is een internationale organisatie van vrijwilligers die zich richt op het maken en dragen van replica's van kostuums van slechteriken uit Star Wars.
- Op 4 mei wordt Star Wars Day gevierd. In het Engels is klinkt die datum, May the 4th, als de iconische zin May the Force be with you uit de filmreeks. Onder meer Disneyland Paris organiseert elk jaar een evenement, waarbij het park volledig in het teken van Star Wars staat.[27]